# 克雷的橋
《克雷的橋》（英語：Bridge of Clay）是澳大利亚作家馬克斯·祖薩克於 2018 年出版的最新長篇小說。本書的故事圍繞在克雷・鄧巴五兄弟，以及他們失蹤的父親。

在接受《衛報》訪問的時候，祖薩克提到：
我正在寫一本名為《克雷的橋》的書。故事是關於一名造橋的男孩，以及他如何造一座完美的橋。他試圖透過這座橋達成偉大的成就，但問題就會是這座橋能否承受洪水的衝擊。這是我目前能透露的——並不是我想要保持神秘，而只是即便我做了完善的準備，我也不確認這本書會怎麼發展下去。
《克雷的橋》英文版於 2018 年 10 月由Random House出版。繁體中文版預計於 2019 年 1 月由木馬文化出版。

## 各界評價
本書出版之後，獲得大多數媒體的好評。並被亞馬遜書店、華爾街日報、娛樂週刊、邦諾書店、美國網路媒體BuzzFeed⋯⋯等等書店與媒體，選為2018年的年度選書。
- 英國《衛報》：「如果《偷書賊》是這位澳洲作家最知名的作品，那《克雷的橋》就會是他的生涯代表作。」（If The Book Thief is the Australian author’s most famous book, this is his magnum opus）[6]

在讀者書評網站 Goodread 上，有超過 50% 的讀者給這本書超過 4 星的評價；在Amazon 網路書店，則有近一半的讀者給予本書 5 星滿分的評價